# Ambaliha
Ambaliha est une commune urbaine malgache située dans la partie nord-ouest de la région de Sofia.